# Apamea oxygrapha
Apamea oxygrapha là một loài bướm đêm trong họ Noctuidae.